# Балапанов, Жумахан
Жумахан Балапанов (20 сентября 1920 года, с. Кызылащы (ныне с. Жумахан Балапанов), Алма-Атинская область, Алакольский район — 1 октября 2004 года, Алматы) — агроном, доктор экономических наук (1977), профессор (1979).

## Биография
Участник Великой Отечественной войны. С 1941-1945 год. Был летчиком-истребителя под Киевом в Летных войсках.
Окончил Алма-Атинский сельскохозяйственный институт (1956) и Академию общественных наук с аспирантурой при ЦК КПСС (1967).
В период с 1945 под 1965 год занимал руководящие должности в партийных и советских органах, в том числе был первым секретарём Талды-Курганского горкома Коммунистической партии Казахстана и председателем Алма-Атинского сельского облисполкома (1963—1964). Работал заместителем директора Казахского научно-исследовательского института (НИИ) организации экономики сельского хозяйства (1967—1971), директором Казахский НИИ экономики и организации сельского хозяйства (1971—1977), заведующим кафедрой Нархоза (1977).
В 1975 году защитил докторскую диссертацию на тему «Экономические основы специализации сельского хозяйства Казахстана». Основное направление его научной деятельности-вопросы организации, планирования, управления и совершенствования хозяйственного механизма агропромышленного комплекса.
Был награждён орденом Трудового Красного Знамени и орденом Дружбы народов.
Скончался 1 октября 2004 года, похоронен на Кенсайском кладбище.
Его именем была названа улица в Талдыкоргане. Также 7 октября 2005 года селу Кызылащы Алакольского района было присвоено его имя — Жумахан Балапанов.